# 中国人民银行上海总部
中国人民银行上海总部，是中国人民银行总行在上海市设立的机构，作为中国人民银行总行的有机组成部分，在总行的领导和授权下开展工作。

## 沿革
中国人民银行成立初期，按行政区划实行总行、区行、分行、支行4级建制。总行设在北京市。区行设在大行政区人民政府所在地，1950年代初，按大行政区划陆续在东北、华北、华东、中南、西南、西北设区行。省级分行设在省级人民政府所在地，为省（市）内管辖行，接受区行直接领导，并接受省（市）人民政府指导。1949年5月30日，中国人民银行华东区行和中国人民银行上海市分行同时成立。华东区行作为行政管理机构，领导华东区内各分行，办理区内金融行政管理事务。上海市分行作为业务机构，办理上海市银行业务。中国人民银行上海市分行建立后，根据总行“边接管、边建行”的方针，接管官僚资本银行，取消外商银行在华特权，建立起了中国人民银行各级分支机构；同时还在整顿金融秩序、稳定物价、支持工农业生产地恢复发展等方面贡献卓著。1953年到1957年，上海市分行整顿改造私营金融业，建立起大一统的银行体制，促进经济发展和社会主义改造。1958年“大跃进”运动开始后，同年3月中国人民银行总行在北京召开五省市分行汇报会，8月在上海召开现场会，两次会议的中心是“鼓干劲、破陈规”，上海市分行随之提出大搞群众运动，否定了信贷管理的部分基本原则，导致信贷投放失控，贷款发放过多。1961年，为纠正“大跃进”及“反右倾”的“左”的错误，中共中央决定对国家经济实行“调整、巩固、充实、提高”方针。1962年3月10日，中共中央和国务院作出《关于切实加强银行工作的集中统一，严格控制货币发行的决定》（“银行工作六条”），恢复对银行业务完全的垂直领导体制。人民银行上海市分行贯彻“银行工作六条”，控制货币投放，严格信贷管理，取得明显效果。“文化大革命”期间，1971年3月，人民银行上海市分行并入上海市财政局，一个机构两块牌子，仅有“银行业务组”办理银行业务，工作人员仅剩10余人，分行其余干部全部下放“财贸五七干校”劳动。同时，银行规章制度被视为“修正主义的管、卡、压”，“文化大革命”期间上海市的银行贷款继“大跃进”之后再度失控，成为中华人民共和国建国以来产值资金率最高的时期。
1984年，中国人民银行专门行使中央银行职能后，中国人民银行上海市分行在多方面进行了探索。上海市分行在上海市范围内建立起银行行长会议制度。1985年，上海改革信贷管理体制。1987年，上海被列为全国金融体制改革的试点城市，此后上海市分行采取了一系列改革措施。为落实中共十四大提出的将上海建成“一个龙头，三个中心”的战略构想，上海市分行制订了推进国际金融中心发展战略和《上海金融业九五计划及2010年规划》。1995年6月28日，上海市分行迁至浦东陆家嘴路18号，这标志着陆家嘴金融贸易区转入功能开发。
1998年，中国人民银行实行管理体制改革，撤消原31个省、自治区、直辖市分行，在全国设9个跨行政区划的分行。管辖上海市、浙江省、福建省的中国人民银行上海分行于1998年11月18日挂牌，1999年1月1日正式成立，是全国首个成立的大分行。
2005年8月10日，中国人民银行上海总部揭牌仪式在上海浦东国际会议中心举行，中共中央政治局委员、中共上海市委书记陈良宇出席，并与中国人民银行行长周小川共同为上海总部揭牌，上海市市长韩正、中国人民银行副行长兼上海总部主任项俊波、交通银行董事长蒋超良分别讲话和致辞，仪式由中国人民银行行长助理兼上海总部副主任马德伦主持。
中国人民银行上海总部主要以中国人民银行上海分行为基础组建，作为中国人民银行总行的有机组成部分，在总行的领导和授权下开展工作，主要承担部分中央银行业务的具体操作职责，并履行一定的管理职能。

## 职责
（一）根据总行提出的操作目标，组织实施中央银行公开市场操作；承办在沪商业银行及票据专营机构再贴现业务等。
（二）管理银行间市场，跟踪金融市场发展，研究并引导金融产品的创新；分析市场工具对货币政策和金融稳定的影响；负责对区域金融稳定和涉外金融安全的评估。
（三）负责有关金融市场数据的采集、汇总和分析；围绕货币政策操作、金融市场发展、金融中心建设等开展专题研究。
（四）负责有关区域金融交流与合作工作，承办有关国际金融事务。
（五）承担上海地区的人民银行有关业务。
（六）根据管理权限，负责上海总部及辖区的人事、党建、内审、纪检监察工作。
（七）负责在上海的人民银行有关机构的管理及相关机构的协助管理工作。
（八）承办总行交办的其他事项。

## 机构设置
| 业务部门 - 公开市场操作部 - 金融市场管理部 - 金融稳定部 - 调查统计研究部 - 国际部 - 金融服务一部 - 金融服务二部 - 外汇管理部 - 跨境人民币业务部 | 支持服务部门 - 综合管理部 - 人力资源部 - 内审部 |

## 历任领导
中国人民银行上海分行
| 行长 - 吴晓灵（1998年—2000年） - 蔡鄂生（2000年2月—2001年5月，中国人民银行行长助理、党委委员兼） - 胡平西（2001年7月—2005年8月） | 党委书记 - 吴晓灵（1998年—2000年） - 蔡鄂生（2000年2月—2001年5月） - 胡平西（2001年7月—2005年8月） |

中国人民银行上海总部
| 主任 - 项俊波（2005年8月—2007年6月，中国人民银行副行长兼） - 苏宁（2007年6月—2010年6月，中国人民银行副行长兼） 副主任 - 马德伦（2005年8月—2008年1月，中国人民银行行长助理兼；2008年1月—2011年11月，中国人民银行副行长兼） - 胡平西（2005年8月—2009年2月，兼上海分行行长） - 张新（2009年2月—2017年7月，兼上海分行行长、国家外汇管理局上海市分局局长，2013年1月起主持工作） - 凌涛（？—2014年6月） - 郑杨（？—2013年12月） - 孙辉（？—） - 金鹏辉（2017年9月—，兼上海分行行长、国家外汇管理局上海市分局局长，主持工作） | 党委书记 - 项俊波（2005年8月—2007年6月） - 苏宁（2007年6月—2010年6月） 党委副书记 - 马德伦（2005年8月—2011年11月） - 胡平西（2005年8月—2009年2月） - 张新（2009年2月—2017年7月，2013年1月起主持工作） - 金鹏辉（2017年9月—，主持工作） 党委委员 - 凌涛（？—2014年6月） - 郑杨（？—2013年12月） - 冯菊平（？—？） - 焦瑾璞（2013年—2015年10月） - 孙辉（？—） |